# Fun
Fun (стилизовано под «fun.») — американская инди-поп-группа из Нью-Йорка. Была сформирована в 2008 году Нейтом Рюссом, бывшим солистом группы The Format, Эндрю Достом из Anathallo и Джеком Антоноффом из Steel Train. За свою историю Fun выпустили два студийных альбома: Aim and Ignite в августе 2009 года и Some Nights в феврале 2012 года.
Группа наиболее известна благодаря трём синглам: «We Are Young» (при участии Жанель Монэ), получивший премию «Грэмми», «Some Nights» и «Carry On». «We Are Young» достиг первой строчки в американских чартах Billboard Hot 100 и Digital Songs, а также дебютировал на первом месте в британском чарте. «Some Nights» стал вторым синглом группы в июне 2012 года, дебютировал на третьем месте в Hot 100 и стал вторым синглом Fun в топ-10, также став второй песней группы с платиновым статусом в США.
10 февраля 2013 года Fun получила премию «Грэмми» лучшему новому исполнителю и за лучшую песню года («We Are Young»). Кроме этого, группа получила четыре номинации: лучшая запись года, лучшее поп-исполнение дуэтом или группой (обе за «We Are Young»), лучший альбом года и лучший вокальный поп-альбом (обе за Some Nights).

## История

### 2008: Начало карьеры и формирование группы
В феврале 2008 года участник рок-группы The Format Нейт Рюсс расстался с группой. Сразу после этого он пригласил Эндрю Доста и Джека Антоноффа присоединиться к его новому проекту. Дост уже гастролировал с The Format и предоставлял им различную аппаратуру; Антоноффа Рюсс встретил после совместного тура The Format и Steel Train. Через неделю трио начало совместную работу в Нью-Джерси: Рюсс напевал мелодии, а Дост и Антонофф ему аккомпонировали. Первой записанной демо-песней группы стала «Benson Hedges», о свободном доступе к которой было указано в статье о группе в журнале Spin 20 августа 2008 года. В ноябре группа начала свой первый тур, выступая на разогреве у группы Jack’s Mannequin. Первый концерт Fun состоялся в Денвере, Колорадо 5 ноября. Ими было исполнено пара ранних демо-записей других групп. Затем Fun обратились к Стивену Макдональду, продюсеру дебютного альбома The Format Dog Problems, с просьбой стать продюсером их дебютного альбома. Макдональд был в восторге от проекта и заявил: 
Я не могу поверить, что мы работаем над этим. Это превосходит всё, что я когда-либо делал.

### 2009—2010:Aim and Ignite
Запись альбома проходила осенью 2008 года. Первый сингл группы, «At Least I’m Not as Sad As I Used to Be», стал доступен для бесплатного скачивания на странице группы в «MySpace» 6 апреля 2009 года. Дебютный студийный альбом группы — Aim and Ignite — был выпущен 25 августа 2009 года и получил положительные отзывы критиков. Дрю Берринджер из AbsolutePunk.net похвалил альбом, назвав его «самым важным поп-альбомом 2009 года». Портал Allmusic назвал альбом «прогрессивным в лучшем смысле этого слова» и восхищался текстами Рюсса за их умение затрагивать глубокие темы с легкостью и остроумием, создавая позитивную атмосферу. Дэйв де Сильвия из Sputnikmusic заявил, что «Aim and Ignite не самый последовательный поп-альбом», но в целом оценил его как «превосходно аранжированную и сведенную работу, созданную музыкантами, которые понимают как границы, так и возможности поп-музыки». Эстелла Ханг из PopMatters осталась менее впечатлена альбомом. Она выделила песни «Be Calm» и «The Gambler», но раскритиковала тексты и производство остальных песен альбома, заключив, что Aim and Ignite хоть и «мягко говоря, довольно оригинален», но он «не дотягивает до последней работы The Format». The Washington Post в своём обзоре сравнила аранжировки альбома с театральным стилем дебютного альбома Panic! At the Disco 2005 года. Альбом занял 26 место в списке 50 лучших альбомов 2009 года, составленном порталом Sputnikmusic.ru. В американском чарте Billboard 200 альбом дебютировал на 71-й строчке.
В феврале 2010 года Fun снова открывала тур группы Jack’s Mannequin; в следующем месяце группа совершила первые выступления в Соединённом Королевстве. В апреле группа поддержала сольный тур группы Paramore, а в мае уже отправилась в полный тур по Великобритании. 4 мая Fun объявила о подписании контракта с лейблом Fueled by Ramen. В сингле группы «Walking the Dog» была использована реклама сайта туристического сайта Expedia.com. Вместе с группой во время тура играл бывший участник группы Straylight Run Уилл Нун, согласно его странице в «Твиттере». Для продвижения британского тура Paramore и сингла Fun «Walking the Dog» Hassie Records предоставила свободный доступ к акустической версии трека.

### 2011—2015:Some Nightsи хиатус
17 мая 2011 года группа выпустила песню «C’mon» как совместный сингл с группой Panic! At the Disco, чей Vices & Virtues Tour они открывали в том же году. 7 ноября группа объявила название своего нового альбома — Some Nights. Первый сингл альбома — «We Are Young», записанный при участии Жанель Монэ, с момента релиза широко использовался на телевидении, включая телесериалы «Сплетница», «90210: Новое поколение», «Хор» и «Чак»; рекламные ролики «Chevrolet» и «Apple», а также трейлер фильма Джадда Апатоу «Любовь по-взрослому».
12 декабря сингл группы «One Foot» стал доступен для прослушивания и свободной загрузки на сайте журнала Nylon. 13 февраля 2012 года группа выпустила альбом на своём веб-сайте с заметкой Рюсса, в которой он благодарит фанатов за их постоянную поддержку. Нейт заявил, что он «на седьмом небе от того, что вы сейчас услышите и засыпаю, зная: как только я проснусь — это уже не будет сном». Официальный релиз альбома состоялся 21 февраля 2012 года на лейбле Fueled by Ramen.
17 февраля группа играла в комнате, заполненной руководителями музыкальной индустрии и радиостанций, а также музыкальными инспекторами на конференции «Sunset Sessions» Мишель Кларк, которая состоялась в Сан-Диего. 29 февраля Fun начали свой сольный североамериканский тур в поддержку альбома Some Nights.
7 марта сингл «We Are Young» достиг первой строчки в чарте Billboard Hot 100. Это сделало группу первой рок-группой с несколькими участниками, чей дебютировавший в чарте сингл достиг первого места, начиная с декабря 2001 года, когда того же добился сингл группы Nickelback «How You Remind Me». 11 апреля сайт журнала Billboard также объявил, что сингл побил рекорд по цифровым продажам: так как песня находилась на первой строчке шесть недель подряд, она является первой и единственной, которую за семь недель скачали более 300 000 раз. 11 ноября песня была исполнена группой на церемонии вручения MTV Europe Music Awards 2012.
24 октября состоялся выход музыкального клипа третьего сингла Fun — «Carry On». Сингл стал третьим синглом группы, вошедшим в чарт Billboard Hot 100. 3 ноября группа исполнила песни «Some Nights» и «Carry On» на программе Saturday Night Live.

Ещё одно выступление группы состоялось на 55-й церемонии вручения премии «Грэмми». Entertainment Weekly предсказывала группе победу в номинациях «Лучшая запись года», «Лучшая песня года» (обе — за «We Are Young») и «Лучший вокальный поп-альбом» (за Some Nights). В итоге песня стала лучшей песней года, а сама группа получила премию лучшему новому исполнителю. После победы «We Are Young» Нейт Рюсс в шутку заявил: 
Я не знаю, о чём я думал, когда сочинял припев этой песни. Если это в HD, то каждый может видеть наши лица и то, что мы не очень молоды.
26 февраля 2013 года Fun выпустили музыкальное видео четвёртого сингла альбома — «Why I Am the One». В сентябре этого же года группа присоединилась к легендам британской рок-музыки — группе Queen — для записи специальной версии хита «Somebody to Love», а после этого — к дуэту с более современной версией группы для исполнения песни «Fat Bottomed Girls» в формате Queen + Adam Lambert на музыкальном фестивале iHeart Radio в Лас-Вегасе.
17 декабря состоялся релиз мини-альбома Before Shane Went to Bangkok: Live in the USA — концертного мини-альбома, состоящего из песен обоих студийных альбомов группы и песни «What the Fuck», которая ранее не издавалась. Релиз мини-альбома на виниле состоялся в марте 2014 года.
В 2014 году группа объявила, что уже работает над предстоящим безымянным альбомом, так как раньше не было времени. 18 июня Fun исполнили новую песню «Harsh Lights» на шоу Джимми Фэллона.

4 февраля 2015 года группа заявила на своей странице в Facebook о том, что они берут перерыв для того, чтобы заняться другими проектами: 
В первую очередь ответим на вопрос, который задают чаще всего: группа не распадается. Fun была создана нами тремя в тот момент, когда мы все уходили из собственных групп. Единственное, что всегда было таким особенным в группе, это то, что мы существуем как три личности в музыке, которые собираются вместе, чтобы сделать что-то вместе. Мы делаем групповые записи тогда, когда мы вдохновлены это делать. В данный момент Нейт работает над своим первым сольным альбомом, Эндрю записывает саундтреки к фильмам, а Джек отправляется на гастроли и работает над музыкой Bleachers. Мы втроём всегда следуем вдохновению, когда оно завладевает нами. Иногда это вдохновение ведёт к музыке Fun, иногда ведёт к музыкальной деятельности вне группы. Мы видим это как часть экосистемы, составляющей группу Fun.
16 июня фронтмен и вокалист группы Нейт Рюсс выпустил дебютный сольный студийный альбом под названием Grand Romantic.

## Состав группы и выступавшие музыканты

### Участники группы
| Музыкант      | Годы активности | Инструменты                                                                                      |
| ------------- | --------------- | ------------------------------------------------------------------------------------------------ |
| Нейт Рюсс     | 2008—2015       | вокал, сэмплер                                                                                   |
| Джек Антонофф | 2008—2015       | бэк-вокал, гитара, барабаны, ударные, фортепиано                                                 |
| Эндрю Дост    | 2008—2015       | фортепиано, гитара, клавишные, флюгельгорн, труба, колокольчики, бэк-вокал, барабаны, бас-гитара |

### Гастрольные музыканты
| Музыкант            | Годы активности | Инструменты                                     |
| ------------------- | --------------- | ----------------------------------------------- |
| Нейт Гарольд        | 2009—2015       | бас-гитара                                      |
| Эмили Мур           | 2009—2015       | гитара, бэк-вокал, клавишные, саксофон, маракас |
| Уилл Нун            | 2011—2015       | барабаны                                        |
| Джонатан Гольдштейн | 2008—2010       | барабаны                                        |
| Мэгги Мэлин         | 2008            | виолончель                                      |
| Уилл Йейтс          | 2008            | бас-гитара                                      |
| Эм Уилдон           | 2008            | бас-гитара                                      |
| Райан Мэнн-младший  | 2009            | бас-гитара                                      |
| Ли Уилкинсон        | 2009            | гитара                                          |
| Алекс Таунли        | 2010—2011       | гитара                                          |
| Йен Хэйр            | 2010            | бас-гитара                                      |
| Лиан О’Киф          | 2010            | гитара                                          |
| Майк Ши             | 2010            | гитара                                          |
| Райан Мэнн          | 2011            | бас-гитара                                      |

### Приглашённые музыканты
| Музыкант             | Годы появления | Инструменты                                             | Мероприятие               | Песня              |
| -------------------- | -------------- | ------------------------------------------------------- | ------------------------- | ------------------ |
| Queen                | 2013           | вокал, гитара, бас-гитара, клавишные, ударные, барабаны | iHeartRadio Festival 2013 | Somebody to Love   |
| Queen + Adam Lambert | 2013           | вокал, гитара, бас-гитара, клавишные, ударные, барабаны | iHeartRadio Festival 2013 | Fat Bottomed Girls |

## Дискография
- Aim and Ignite (2009)
- Some Nights (2012)

## Награды и номинации
Fun является лауреатом двух премий «Грэмми», двух премий Teen Choice Awards, одной премии Billboard Music Awards и многих других премий.